# Буревестник (поезд)
«Буреве́стник» — скоростной фирменный пассажирский поезд № 153/154, курсировавший с 1960-х по 2014 год по маршруту Нижний Новгород — Москва — Нижний Новгород. В конце 2025 года «Буревестник» вновь начнет курсировать между Москвой и Нижним Новгородом. Поезд будет состоять из двухэтажных вагонов.

## История
Поезд «Буревестник» начал курсировать на Горьковской железной дороге в 1960-е годы. Имя поезду было дано по названию известного поэтического произведения А. М. Горького, уроженца Нижнего Новгорода.
Статус фирменного поезд получил в июне 2003 года. Выведен из эксплуатации с 1 июня 2014 на неопределённый срок. После отмены, состав эксплуатировался поездами № 101/102, 103/104, 105/106 Москва — Брянск — Москва, 715/716 Москва — Белгород — Москва. Заменён поездом 731Н Нижний Новгород — Москва «Ласточка».

## Характеристика поезда

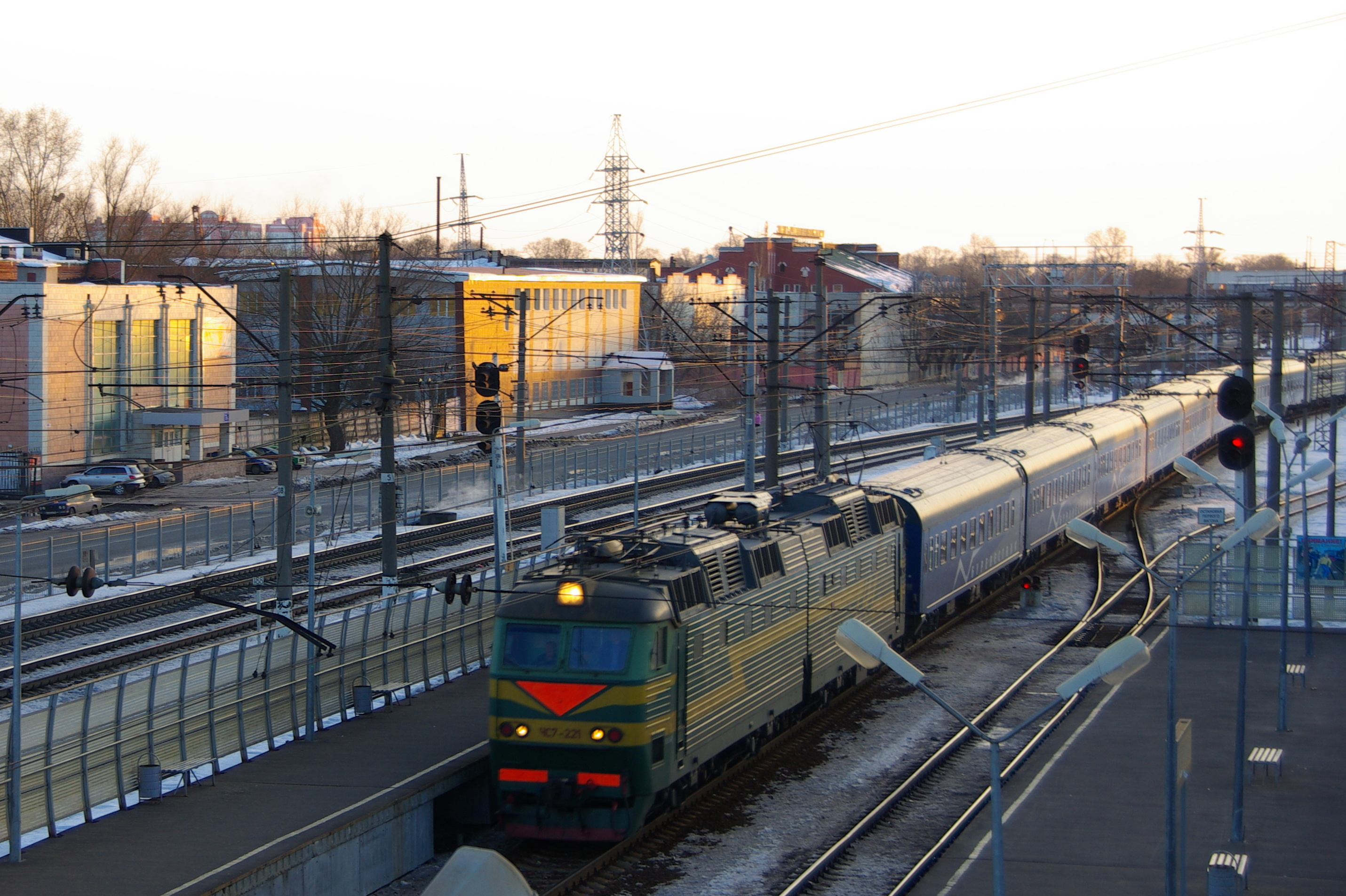
Поезд Буревестник на линии в 2009 году

- Поезд № 153/154 круглогодичный, курсировал ежедневно.
- Нумерация вагонов указана с головы поезда при отправлении из Нижнего Новгорода, с хвоста поезда при отправлении из Москвы.
- Станции изменения номера поезда: нет.
- Станции изменения направления движения поезда: нет.
- Максимально допустимая длина поезда по участкам следования (длина вагона 25,5 м): по Московской железной дороге — 18 вагонов, по Горьковской железной дороге — 18 вагонов.
- Максимальная схема поезда: 18 вагонов.
- Станции смены локомотивов и бригады: нет.
- Станции смены локомотивных бригад без смены локомотива: нет.
- Станции снабжения поезда водой: Москва-Каланчёвская, Нижний Новгород-Московский.
- Станции снабжения поезда топливом: Нижний Новгород-Московский.
- Станции обслуживания ЭЧТК: Нижний Новгород-Московский.
- Станции сбора мусора: Москва-Каланчёвская, Нижний Новгород-Московский.
- Переменный трафарет: нет.
- Вагоны повышенной комфортности: нет.
- Беспересадочные вагоны: нет.
- Прицепные вагоны: нет.
- Прочие вагоны: нет.
- Выделяются места:
  - в вагоне № 8 СВР места с 1 по 4 для проводников, ЛНП и ПЭМ, 5, 6 для работников вагона-ресторана, с 7 по 14 для продажи пассажирам.
  - в вагоне № 9 ОБЛ места с 1 по 6 для ремонтной бригады, с 43 по 48 для сопровождающих поезд сотрудников полиции.
- Факультативные вагоны: нет.
- Станции пограничного и таможенного контроля: нет.

## Схема состава поезда
| № вагона | Тип вагона | Пункты обращения вагона  | Число мест | Владелец и приписка вагона |
| -------- | ---------- | ------------------------ | ---------- | -------------------------- |
| 1        | ОБЛ        | Нижний Новгород — Москва | 48         | ЛВЧД-4 Горький-Московский  |
| 2        | ОБЛ        | -«-                      | 48         | -»-                        |
| 3        | ОБЛ        | -«-                      | 48         | -»-                        |
| 4        | ОБЛ        | -«-                      | 48         | -»-                        |
| 5        | ОБЛ        | -«-                      | 48         | -»-                        |
| 6        | ОБЛ        | -«-                      | 48         | -»-                        |
| 7        | СВ         | -«-                      | 16         | -»-                        |
| 8        | СВР        | -«-                      | 8/6        | -»-                        |
| 41       | ВР         | -«-                      | —          | -»-                        |
| 9        | ОБЛ        | -«-                      | 42/6       | -»-                        |
| 10       | ОБЛ        | -«-                      | 48         | -»-                        |
| 11       | ОБЛ        | -«-                      | 48         | -»-                        |
| 12       | ОБЛ        | -«-                      | 48         | -»-                        |
| 13       | ОБЛ        | -«-                      | 48         | -»-                        |
| 14       | ОБЛ        | -«-                      | 48         | -»-                        |
| 15       | ОБЛ        | -«-                      | 48         | -»-                        |
| 16       | ОБЛ        | -«-                      | 48         | -»-                        |
| 17       | ОБЛ        | -«-                      | 48         | -»-                        |

Один состав Горьковского филиала ФПК (ЛВЧД-4 Горький-Московский) на электроотоплении, на ЭПТ, с ЭЧТК.

## Расписание
| 154 Москва — Нижний Новгород | 154 Москва — Нижний Новгород | 154 Москва — Нижний Новгород |                             |                    |                    | 153 Нижний Новгород — Москва | 153 Нижний Новгород — Москва | 153 Нижний Новгород — Москва |
| 4 ч 19 мин                   | 4 ч 19 мин                   | 4 ч 19 мин                   | Общее время в пути          | Общее время в пути | Общее время в пути | 4 ч 19 мин                   | 4 ч 19 мин                   | 4 ч 19 мин                   |
| Прибытие                     | Стоянка                      | Отправление                  | Раздельные пункты           | Расстояние         | Код «Экспресс-3»   | Прибытие                     | Стоянка                      | Отправление                  |
| Московская железная дорога   |                              |                              |                             |                    |                    |                              |                              |                              |
| П. № 154                     |                              |                              |                             |                    |                    |                              |                              |                              |
|                              |                              | 16:45                        | Москва-Пассажирская-Курская | 0                  | 2000001            | 13:49                        |                              |                              |
| Горьковская железная дорога  |                              |                              |                             |                    |                    |                              |                              |                              |
| 18:48                        | 2                            | 18:50                        | Владимир                    | 191                | 2060340            | 11:41                        | 2                            | 11:43                        |
| 20:39                        | 2                            | 20:41                        | Дзержинск                   | 408                | 2060420            | 09:53                        | 2                            | 09:55                        |
| 21:04                        |                              |                              | Нижний Новгород-Московский  | 442                | 2060001            |                              |                              | 09:30                        |
|                              |                              |                              |                             |                    |                    | П. № 153                     |                              |                              |

## Условные обозначения
- ВР — вагон-ресторан
- ОБЛ — межобластной вагон с местами для сидения
- Р — вагон, оснащенный радиостанцией
- СВ — спальный вагон с двухместными купе